# Дом П. Е. Кубаревой
Дом П. Е. Кубаревой — памятник градостроительства и архитектуры в историческом центре Нижнего Новгорода. Построен в 1838—1847 годах. Автор проекта — первый городской архитектор Нижнего Новгорода  Г. И. Кизеветтер. 
Историческое здание — объект культурного наследия Российской Федерации. 

## История
Соседствующий с домом А. Л. Барышевой участок земли под Благовещенским монастырём в 1837 году у купца П. Фёдорова купила Прасковья Кубарева, обратившаяся к Г. И. Кизеветтеру с предложением разработать проект трёхэтажного каменного дома на сводчатых подвалах. 
Архитектор просто срисовал для неё ранее созданный и высочайше утверждённый проект дома А. Л. Барышевой с тем, чтобы разделить их только брандмауэрной стеной. Фасад был высочайше утверждён 13 марта 1838 года. С начала весны под надзором Кизеветтера началось строительство, завершённое к концу строительного сезона. С отделкой дома пришлось повременить. Муж Кубаревой был объявлен банкротом, дом предписывалось продать за долги с торгов. Только спешно выплатив долги мужа, Кубарева сохранила дом за собой, но на его отделку была вынуждена просить в Строительном комитете ссуду в 10 тыс. рублей. 
Однако ей отказали. Дело затянулось до 1847 года, когда Кубарева продала дом соседу — купцу третьей гильдии Перфилью Барышеву вместе с правом получения ссуды. После отделки в здании разместилась гостиница, к 1855 году перешедшая в собственность А. Е. Зенкова. Позже владельцы неоднократно менялись.     